# Lorena (São Paulo)
Lorena é um município brasileiro do estado de São Paulo na Região Metropolitana do Vale do Paraíba e Litoral Norte. Localiza-se a uma latitude 22º43'51" sul e a uma longitude 45º07'29" oeste, estando a uma altitude de 524 metros. Sua população estimada no ano de 2020 era de 89.125 habitantes, e sua área territorial é de 414,16 km² após a emancipação política de Canas, seu último distrito.

## Toponímia
O nome Lorena é homenagem ao então governador da capitania de São Paulo, o capitão-general Bernardo José Lorena (mais tarde, Conde de Sarzedas), que em 14 de novembro de 1788 assinou um decreto elevando a freguesia a vila.
Inicialmente a região compreendida entre Taubaté e Lorena era conhecida pelos índios puris como Ipacaré. Após o início do povoamento, Ipacaré começou a designar uma região gradativamente menor até denominar apenas a região de Lorena. Porém os registros históricos também denominam Ipacaré como sendo um rio da região que por vezes era chamado de Pacaré, Hepacaré e Guaipacaré e provavelmente referem-se ao rio que hoje tem o nome de Taboão. Havia também a alusão de que o povoado existente na região chamava-se Guaipacaré, mas pelos que navegavam o rio, o nome dado ao porto dessa região era Hepacaré. Há ainda a referência aos nomes de Aypacaré, Aguapacaré, Goapacaré e Guapacaré, também designando a mesma região.
Embora haja a menção de que Guaipacaré ou Hepacaré signifique em tupi o "lugar das goiabeiras", aparentemente, a palavra mais aceitável para a designar a  região seria Guapacaré: que em tupi (guâ-upa-caré) significa a lagoa torta da baixada, ou braço do rio, em referência ao braço do rio Paraíba que existiu naquela região.

## História
O município teve sua origem num povoado que surgiu no final do século XVII, como uma necessidade de apoio às expedições dos bandeirantes e viajantes na travessia do rio Paraíba em busca do ouro em Minas Gerais. Lorena era na época, um importante entroncamento de vários caminhos: o Caminho Geral do Sertão (saindo de São Paulo em direção a Lorena); o Caminho das Minas (de Lorena, passando pelo vale do Embaú em direção a Ouro Preto); o Caminho "Velho" (de Lorena até Paraty e dali, por mar, até o Rio de Janeiro) e o Caminho "Novo" da Piedade (de Lorena, por terra até o Rio de Janeiro).

### Século XVII
O povoado ou arraial que deu origem à cidade de Lorena surgiu ao redor de um porto fluvial localizado na margem direita do rio Paraíba, conhecido como Guapacaré. Deste porto, as expedições dos bandeirantes atravessavam o Paraíba até a margem esquerda e seguiam em direção aos vales do Embaú e Passa Vinte até atravessar a serra da Mantiqueira em direção a Minas Gerais.
Os primeiros moradores da região desse porto, se estabeleceram ali na segunda metade do século XVII. Em 1695 ou um pouco antes, já morava na região o bandeirante Bento Rodrigues Caldeira com sua família de "mais de cem pessoas". As "roças de Bento Rodrigues" podem ser consideradas como o embrião inicial de Lorena.
Na época, o arraial desse porto situava-se em território da freguesia de Guaratinguetá e era o último núcleo de povoamento no nordeste da capitania de Itanhaém, que posteriormente, tornou-se a capitania de São Paulo.

### Século XVIII
Entre os primeiros moradores, além do bandeirante Bento Rodrigues Caldeira, pode-se citar João de Almeida Pereira, seu vizinho, Pedro da Costa Colaço e Domingos Machado Jácomo que em 1705 construíram uma pequena capela dedicada a Nossa Senhora da Piedade. A capela, filial da matriz da Vila de Santo Antônio de Guaratinguetá, foi construída próxima ao porto, para que os viajantes pudessem orar antes de partir para Minas Gerais ou na volta rumo a São Paulo ou ao litoral.
Em 1718, por ordem de D. Francisco de São Jerônimo, Bispo do Rio de Janeiro, o povoado foi elevado à categoria de freguesia, com o nome de freguesia de Nossa Senhora da Piedade. Sendo que o seu primeiro pároco foi o padre Pedro Vaz Machado, que a governou até 1720.
Uma vez criada a freguesia, os moradores demoliram a capela e construíram a nova igreja matriz, localizada no mesmo largo porém um pouco mais distante da margem do Paraíba. A matriz dá as costas para cidade e a explicação é o fato da capela original ter sido construída de frente para o rio, para "receber" os viajantes que o atravessavam, enquanto o povoado localizado na mesma margem do rio onde estava a capela só poderia se estender para trás dela.
Em 1788, os moradores enviam um requerimento para governador da capitania de São Paulo solicitando a transformação da freguesia em vila. A razão para isso era que, com a prosperidade da freguesia, havia a necessidade de controlar melhor os caminhos, o fluxo de mercadorias e a população, que já havia crescido. Além disso, gerava a possibilidade de aumento de arrecadação de impostos e de homens para o serviço militar. Dessa forma em 6 de setembro de 1788, o governador defere o pedido, expedindo uma portaria. Em 14 de novembro de 1788 é erigido o pelourinho, símbolo da autonomia municipal, e portanto nessa data, a freguesia de Nossa Senhora da Piedade foi elevada à categoria de vila, obtendo a sua emancipação política de Guaratinguetá, passando a receber o nome de Lorena, em homenagem ao governador da capitania de São Paulo, o Capitão-general Bernardo José de Lorena (mais tarde, Conde de Sarzedas).

### Século XIX
Em 1816, vinte e oito anos depois de criado seu município, Lorena sofre seu primeiro desmembramento: Areias se emancipava, levando consigo todas as terras hoje pertencentes a Areias, Bananal, Silveiras, Queluz, São José do Barreiro e Lavrinhas, num total de 2487 km², ou seja, uma área correspondente a dois terços da área original do município lorenense. Mais tarde, houve o desmembramento de Cruzeiro, em 1871; Cachoeira Paulista em 1880 e Piquete em 1891.
Conhecida como a "cidade das palmeiras imperiais", recebeu a Monarquia Imperial Brasileira, desde, D.Pedro I, cujo caminho esta foi para a Proclamação da Independência. Depois recebeu a visita do Imperador D. Pedro II, Princesa Isabel e seu marido, o Conde D'eu, que se hospedaram na suntuosa residência do Sr. Conde Moreira Lima.
Em 1842, como punição ao envolvimento no movimento revolucionário (revoltas liberais de 1842), Lorena foi, juntamente com outros municípios (Silveiras, Areias, Queluz e Bananal), privada das garantias constitucionais e incorporada à Província do Rio de Janeiro, pelo decreto no 18 de 18 de junho de 1842. A volta à província de São Paulo se deu pelo decreto no 216 de 29 de agosto de 1843.
Em 1856, a vila de Lorena foi elevada à categoria de cidade, por meio da lei provincial no 21 de 24 de abril de 1856.
A primeira iluminação pública que a cidade recebeu ocorreu em 1865, com a instalação de 24 lampiões de azeite, por iniciativa do presidente da câmara, Coronel Castro Lima. Estes permaneceram por 10 anos, quando em 1875 foram substituídos por 50 lampiões a querosene.
Em 1866, torna-se comarca, da qual faziam parte Silveiras e São José do Barreiro, por meio da lei no 61 de 20 de abril de 1866.
Em meados do século XIX, durante o auge da cultura cafeeira, Lorena atingiu uma das fases mais prósperas de sua economia, tendo tido sua aristocracia do café, ali tendo vivido mais de 10 titulares do império. Entre estes pode-se citar Joaquim José Moreira Lima Junior (conde de Moreira Lima), D. Carlota Leopoldina de Castro Lima (viscondessa de Castro Lima), Antônio Moreira de Castro Lima (barão de Castro Lima), Francisco de Paula Vicente de Azevedo (barão da Bocaina), Antônio Rodrigues de Azevedo Ferreira (barão de Santa Eulália).

## Geografia
Os municípios limítrofes são Piquete a noroeste e norte, Cachoeira Paulista a nordeste, Canas entre Lorena e Cachoeira, Silveiras a leste, Cunha a sul e Guaratinguetá a oeste.

### Hidrografia
- Rio Paraíba do Sul
- Rio Piaguí
- Ribeirão Taboão

### Rodovias
- SP-62
- BR-116 (Rodovia Presidente Dutra)
- BR-459 (Lorena-Poços de Caldas)

### Ferrovias
- Ramal de São Paulo da Estrada de Ferro Central do Brasil [16]

## Demografia
Dados do Censo - 2010
População total: 82.553
- Urbana: 80.182
- Rural: 2.371
- Homens: 39.869
- Mulheres: 42.684

Prefeitura e Câmara Municipal de Lorena, 1970. Arquivo Nacional.

Densidade demográfica (hab./km²): 187,25
Mortalidade infantil até 1 ano (por mil): 16,97
Expectativa de vida (anos): 70,64
Taxa de fecundidade (filhos por mulher): 2,13
Taxa de alfabetização: 94,13%
Índice de Desenvolvimento Humano (IDH-M): 0,807
- IDH-M Renda: 0,740
- IDH-M Longevidade: 0,761
- IDH-M Educação: 0,921

(Fonte: IPEADATA)

### Etnias
| Cor/Raça | Percentagem |
| -------- | ----------- |
| Branca   | 69,90%      |
| Negra    | 6,85%       |
| Parda    | 29,90%      |
| Amarela  | 0,90%       |
| Indigena | 0,05%       |

- Fonte: Censo 2010

## Economia
Lorena é uma cidade que possui uma localização estratégica entre 3 (três) dos principais centros consumidores do país, respectivamente, as cidades de São Paulo, Rio de Janeiro e Belo Horizonte, segundo dados do IPC Marketing Editora. 
Ainda segundo o estudo, a cidade esta contida no fenômeno da interiorização no consumo que percorre o Brasil, um fenômeno que não é novo, e que vem se evidenciando desde 2015 quando a movimentação do consumo fora das Capitais bateu os 70%. No Brasil o consumo no interior alcança 70,15% de tudo que será consumido pelos brasileiros em 2017, pouco acima de R$ 2,9 trilhões, já considerando o atual cenário de retração econômica nacional. 
Além de contar com uma infraestrutura rodoviária e ferroviária que interliga essas capitais em seus respectivos estados, possui em suas proximidades 4 dos 9 principais portos do Brasil: Santos, Itaguaí, Rio de Janeiro e São Sebastião, necessários para o suprimento de importantes matérias primas na região, bem como para o escoamento de produtos para o exterior. O Porto de São Sebastião é o de maior proximidade.
Outro fator, inclusive atrativo de industrias é o destaque de ser uma cidade universitária com três universidades, sendo uma unidade da Universidade de São Paulo - USP com cursos na área de engenharia química, bioquímica, materiais, ambiental, produção e física, FATEA e UNISAL, estas últimas voltadas para a área de humanas. A presença de três centros de ensino de excelência é, também, um fator de atração de novas indústrias.
A cidade possui um shopping Eco Valle Shopping, com inicio de funcionamento em meados de 2013.

### Incentivos fiscais
Com o objetivo de atrair novas empresas e também para incentivar a expansão das empresas da cidade, em 23 de setembro de 2011, foi promulgada a Lei Ordinária nº 3.473. Esta lei prevê que o poder executivo poderá conceder incentivos fiscais para empresas comerciais, industriais e prestadoras de serviços que vierem a se instalar, ampliar ou locar imóveis para sua instalação na cidade.
Com base em referida lei, o município poderá adquirir ou desapropriar terrenos para posterior cessão para as empresas mencionadas em referido diploma legal.
Além da doação de áreas, poderão ser concedidas isenções de IPTU, ISS e ITBI.

## Infraestrutura

### Comunicações
O sistema de telefones automáticos foi inaugurado na cidade em 1973 pela Telecomunicações de São Paulo (TELESP), que também implantou o sistema de discagem direta à distância (DDD) em 1975 com o código de área (0125). Anteriormente a cidade era atendida pela Companhia Telefônica Brasileira (CTB).
Na década de 90 o código DDD da cidade foi alterado para (012), para padronização do sistema telefônico com a telefonia celular que estava sendo implantada em todo o estado.

### Educação
A cidade de Lorena é uma cidade universitária, possui 3 (três) universidades com importante destaque na região, além de vários pólos de outras universidades. As principais unidades com cursos presenciais, são: USP (Universidade de São Paulo), Unifatea (Centro Universitário Teresa D’Ávila) e UNISAL(Centro Universitário Salesiano de São Paulo).
Escola de Engenharia de Lorena da Universidade de São Paulo EEL/USP 
A Escola de Engenharia de Lorena, ou EEL é um Campus da USP, com duas Áreas distintas: Uma no Bairro do Campinho e outra Área no Bairro Santa Lucrécia. Esse Campus da USP denomina-se Escola de Engenharia de Lorena (EEL/USP).Originou-se da incorporação extinta Faenquil (Faculdade de Engenharia Química de Lorena) à USP em 2006. A Faenquil era uma instituição de ensino e pesquisa Estadual que oferecia os cursos de Engenharia Química, Engenharia Bioquímica, Engenharia de Materiais e Engenharia Industrial Química.
Atualmente a EEL/USP oferece cursos de graduação em Engenharia Física, Engenharia Ambiental, Engenharia de Produção, Engenharia Bioquímica, Engenharia de Materiais e Engenharia química e possui cerca de 2 mil alunos.
Objetivando formar novos pesquisadores e possibilitar a especialização aos profissionais de ensino superior, a EEL mantem programas de pós-graduação nas áreas de Biotecnologia Industrial (mestrado e doutorado), Engenharia Química (mestrado), Engenharia de Materiais (mestrado e doutorado), Engenharia da Qualidade (especialização) e Engenharia Química (mestrado). Desenvolve atividades de pesquisa em áreas estratégicas para o desenvolvimento nacional como Biotecnologia Industrial, Supercondutores Anisotrópicos, Engenharia Química, Meio Ambiente, Materiais Especiais, Qualidade e Química Fina.
Atualmente a EEL visando ao intercâmbio científico e tecnológico, mantém convênios e acordos de cooperação com diversas instituições nacionais e internacionais criando desta forma maior interação entre pesquisa e extensão.
Centro Universitário Salesiano de São Paulo - Unidade de Ensino de Lorena
A cidade de Lorena conta também com o Centro Universitário Salesiano de São Paulo (UNISAL) - Campus Lorena, que está em mais de 20 países e apresenta o Curso de Direito reputado como um dos cinco melhores do Estado de São Paulo 
No ensino médio conta com uma série de Escolas Técnicas estaduais e privadas abrangendo diversas áreas, com destaque para o Colégio Técnico em Química (COTEL), mantido dentro das instalações da USP.
Na educação básica Lorena se destaca entre as melhores da nação, superando índices considerados ideais pela ONU.
A Unidade de Ensino de Lorena do Centro Universitário Salesiano de São Paulo, fundada como a Faculdade Salesiana de Filosofia, Ciências e Letras de Lorena, inaugurada em março de 1952, tornou-se, em 1997, uma das unidades do Centro UNISAL, e foi a primeira faculdade criada no Vale do Paraíba.
O campus de Lorena do Centro Universitário Salesiano de São Paulo chama-se São Joaquim e possui mais de 5 mil alunos nos cursos de graduação, extensão, Pós-graduação lato sensu e no Mestrado em Direito.
A forte presença do UNISAL na comunidade é um dos diferenciais da Instituição.
Por meio do SPA – Serviço de Psicologia Aplicada, do NPJ – Núcleo de Prática Jurídica e da Oficina Pedagógica, atende centenas de pessoas da comunidade lorenense.
Advogados do UNISAL, auxiliados por estagiários do Curso de Direito, atendem moradores de Lorena e cidades vizinhas que necessitam de orientação ou serviço jurídico, mas não têm condições de contratar um advogado.
Além disso, Professores e estagiários do curso de Psicologia fazem o atendimento psicológico de crianças, jovens e adultos carentes. Há atendimentos também em hospitais, escolas, creches e asilos de Lorena e cidades vizinhas.
O curso de Direito da unidade de Lorena tem mais de 20 anos de existência, sendo um dos mais tradicionais do Vale do Paraíba e, apesar de não ser o mais antigo, é o melhor e mais eficiente de todos, o que pode ser constatado por índices objetivos, como o elevadíssimo índice de aprovação dos seus alunos no Exame da Ordem dos Advogados do Brasil, a maior nota no ENADE de todos os cursos de Direito do Vale do Paraíba, excelente avaliação do Ministério da Educação.
O UNISAL ministra cursos sequenciais, cursos de graduação, de pós-graduação lato sensu e stricto sensu (especialização e mestrado), de aperfeiçoamento e de extensão em suas quatro Unidades, localizadas em Americana, Campinas, Lorena e São Paulo, onde está a sede.
Centro Universitário Teresa D’Ávila - Unifatea
E também, finalizando, a Unifatea, conhecida antigamente como FATEA (Faculdades Teresa D'Ávila), que possui curso de Comunicação Social com habilitação em Jornalismo, Publicidade e Propaganda, além de Rádio e TV. 

## Pessoas ilustres
- Paulistas de Lorena

## Religião
O Cristianismo se faz presente na cidade da seguinte forma:

### Igreja Católica
- A igreja é sede da Diocese de Lorena.[21]

### Igrejas Evangélicas
Entre as igrejas protestantes históricas, pentecostais e neopentecostais, encontram-se na cidade:
- Assembleia de Deus Ministério do Belém.[24][25]
- Congregação Cristã no Brasil.[26]